# 邬志辉
邬志辉，中国教育部长江学者特聘教授，东北师范大学教育学部教授，现任中国农村教育发展研究院院长，享受中国国务院政府特殊津贴，主要从事农村教育与教育政策研究。

## 社会兼职
- 中国教育学会农村教育分会理事长
- 中国陶行知研究会农村教育实验专业委员会副理事长